# Межиріччя (Стрийський район)

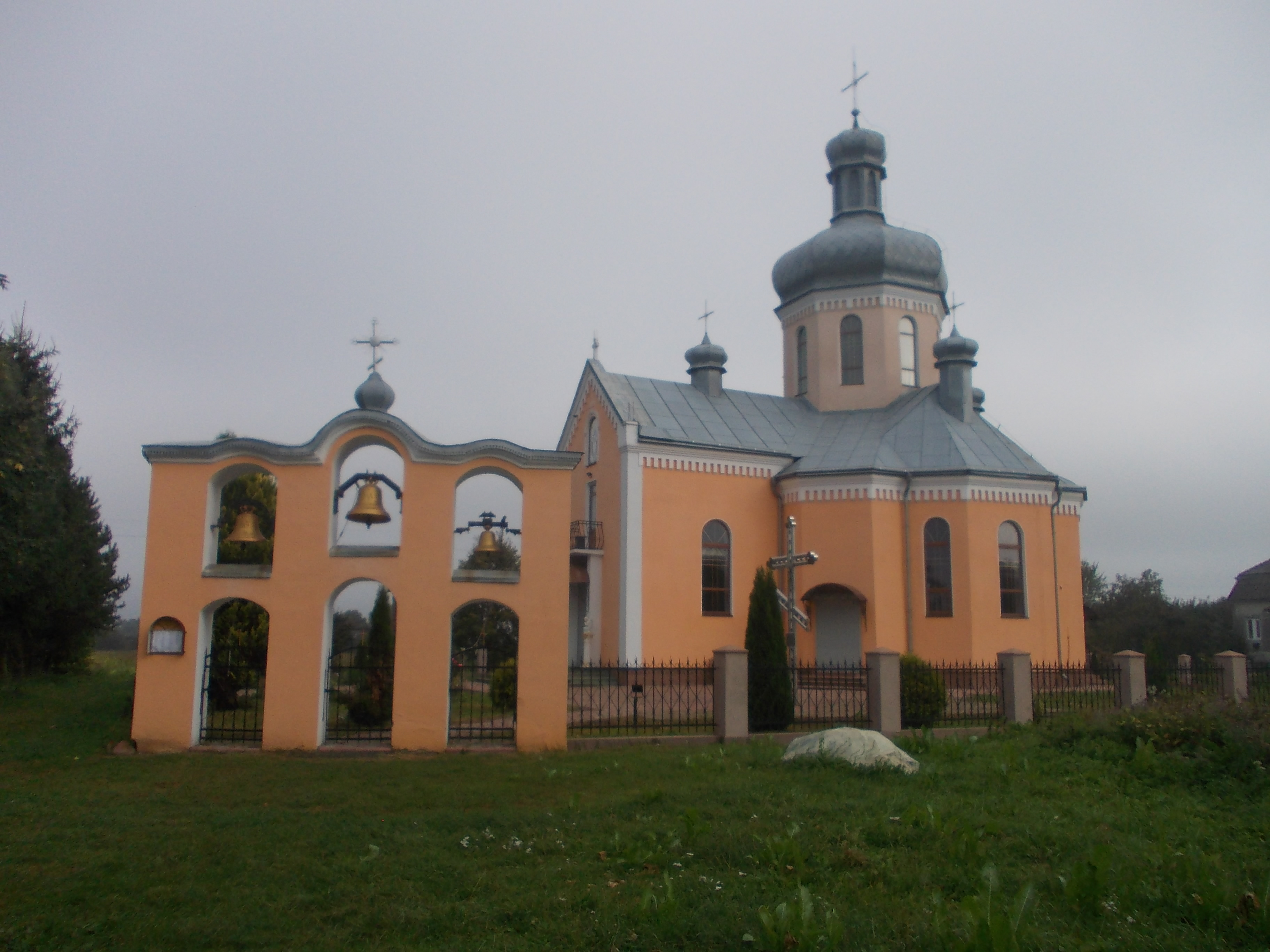

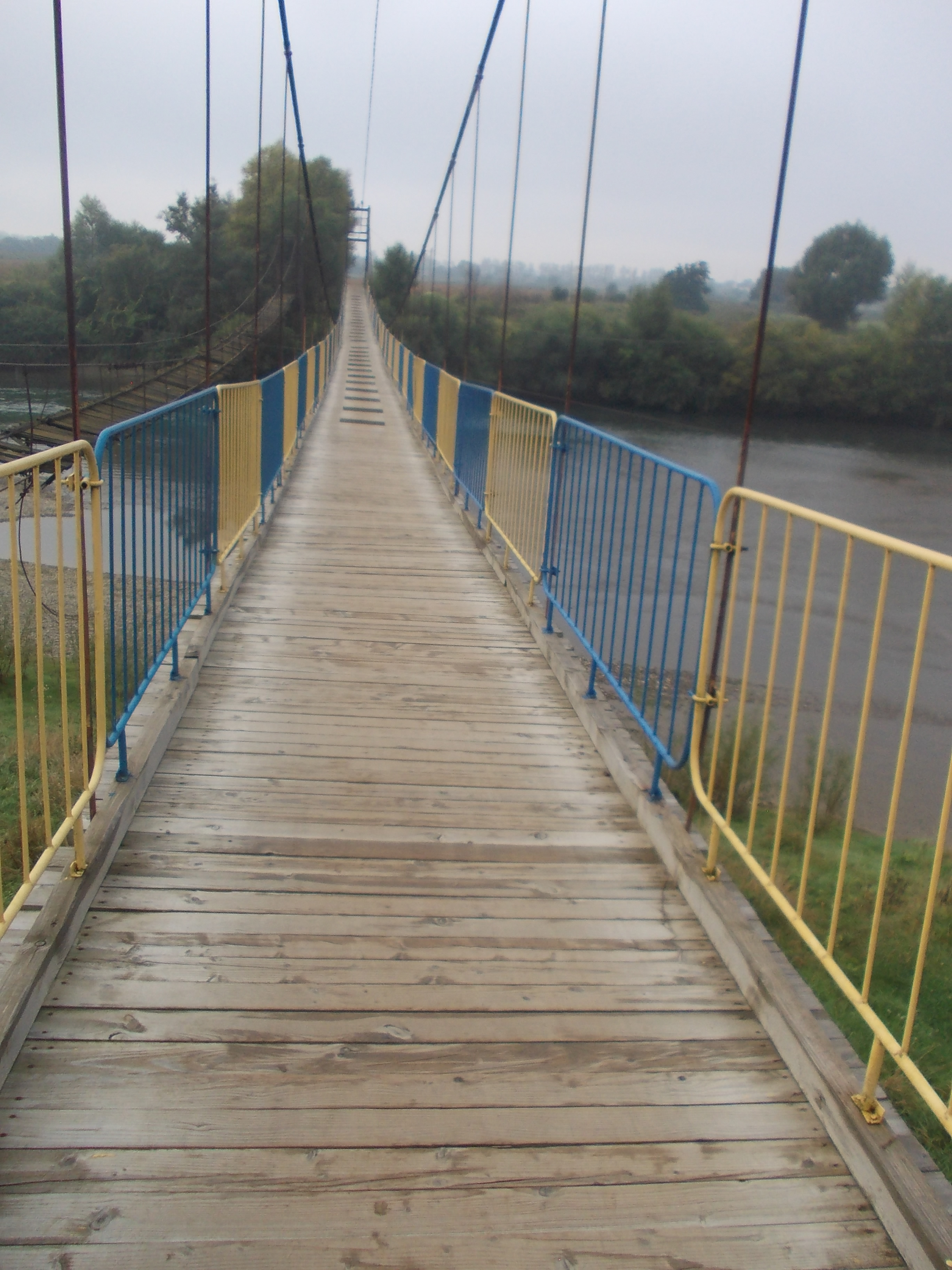

Межи́річчя — село в Україні, у Стрийському районі (колишній Жидачівський район) Львівської області. Населення становить 737 осіб. Орган місцевого самоврядування - Жидачівська міська територіальна громада (раніше Зарічанська сільська рада).

## Історія
У податковому реєстрі 1515 року в селі документується 1 лан (близько 25 га) оброблюваної землі і 3 лани тимчасово вільної та ще 1 лан в оренді Давидова.
В Межиріччі збереглася дерев'яна церква Вознесення Господнього 1812 [Архівовано 9 жовтня 2014 у Wayback Machine.].

## Політика

### Парламентські вибори, 2019
На позачергових парламентських виборах 2019 року у селі функціонувала окрема виборча дільниця № 460337, розташована у приміщенні школи.
Результати
- зареєстровано 479 виборців, явка 47,39%, найбільше голосів віддано за Всеукраїнське об'єднання «Батьківщина» — 23,79%, за «Слугу народу» — 18,50%, за «Голос» — 17,18%.[3] В одномандатному окрузі найбільше голосів отримав Андрій Кіт (самовисування) — 25,55%, за Андрія Гергерта (Всеукраїнське об'єднання «Свобода») — 18,94%, за Володимира Наконечного (Слуга народу) — 16,30%[4].

## Населення

### Мова
Розподіл населення за рідною мовою за даними перепису 2001 року:
| Мова       | Кількість | Відсоток |
| ---------- | --------- | -------- |
| українська | 737       | 100%     |

## Пам'ятки
- Церква Вознесіння Господнього[d];
- Пам'ятник на честь скасування панщини[d];

## Персоналії
- Федорів Володимир Миколайович (1985) — український футболіст.
- Федорів Віталій Миколайович (1987) — український футболіст.